# スガイディノス
株式会社スガイディノス（英: SUGAI DINOS, Inc.）は、かつて存在したゲームセンター・ボウリング場・映画館などを運営していた日本の企業。
なお、フジサンケイグループの通信販売を手がけるDINOS CORPORATIONとは無関係。

## 概要
SDエンターテイメント株式会社は、須貝興行株式会社時代から映画館事業・ボウリング場事業・ゲームセンター事業を長年にわたって手がけてきた。しかし、SDエンターテイメントにおける事業は、北海道のみで手がけているエンターテイメント事業（映画館事業・ボウリング場事業・ゲームセンター事業）と全国展開しているフィットネスや保育などウェルネス（健康）関連事業に経営資源が分散されている状態であった他、エンターテイメント事業自体も不振の状態が続いていた。さらに、SDエンターテイメントの親会社であるRIZAPグループの2019年3月期における決算予想も、約70億円の最終赤字となる見通しとなった。
SDエンターテイメントは2018年11月13日に、エンターテイメント事業（映画館事業・ボウリング場事業・ゲームセンター事業）を手がける新会社として、同年12月19日に株式会社スガイディノスを設立することを発表。スガイディノスは同年12月19日付でSDエンターテイメントからエンターテイメント事業を新設分割で譲受した。本社はSDエンターテイメントと同じディノス札幌中央ビルに置かれる。翌12月20日付でスガイディノス全株式はSDエンターテイメントから投資会社である北海道SOキャピタル株式会社が出資したスガイディノスホールディングス株式会社へ譲渡された。これに伴い、SDエンターテイメントは、須貝興行時代から続けてきたゲームセンター事業・ボウリング場事業・映画館事業から撤退した。
スガイディノスは、ノルベサの5階にあるディノスパークノルベサを2019年2月17日に閉鎖した他、ディノス札幌中央ビル内にあるスガイディノス札幌中央（ディノスパーク札幌中央・ディノスボウル札幌中央・ディノスシネマズ札幌劇場）を同年6月2日に閉鎖するなどの事業再構築を図る。
スガイディノス札幌中央の閉鎖に先んじて、スガイディノスの本社も2019年3月にディノス札幌中央ビルからディノスボウルノルベサが入居しているノルベサ6階へ移転した。スガイディノスはスガイディノス札幌中央の閉鎖の理由として、ディノス札幌中央ビルの所有者であるタツミプランニングとの契約が満了を迎えること、ディノス札幌中央ビル自体が築51年と老朽化していたことなどを挙げている。閉鎖前日である同年6月1日にはゲーセンミカドとのコラボ企画が行われた他、閉鎖当日である同年6月2日には、札幌市出身の高橋名人も駆けつけ、23時の閉店と同時に、小笠原一郎会長、三浦尚久社長、高橋名人、来場者が「スガイ、ディノス!」の掛け声と同時にシャッターが閉まり、前身である札幌座時代から、同地における101年の歴史に幕を下ろした。

スガイディノス札幌中央の代替地については、狸小路商店街などの代替地を探すとしていたが、2020年2月1日に、札幌プラザ2・5を所有する株式会社谷井と賃貸借契約を締結。同年3月にゲームセンターが先行開業した他、同年7月に4スクリーンの映画館「サツゲキ」が開業した。

### 民事再生法を申請
しかし、事業展開の投資資金が不足したため、経営的にも苦しい状況が続いた。追い打ちをかけるかのように、新型コロナウイルスの感染拡大による施設の臨時休業や時短営業により来店客が減少。2019年11月期の売上高は38億円で、営業利益は1億5200万円だったのが、2年間で売上高が25億円台に減少し、営業損益は2020年が6億円、2021年が6億7200万円の赤字に転落。このため、2007年3月に開業したラウンドワンスタジアム旭川に若年層のボウリング客を奪われ、新型コロナウイルスの影響によりボウリング客がさらに減少したディノス旭川2階にあったディノスボウル旭川を2020年9月に閉鎖したが、資金繰りが更に逼迫し、ディノスボウル札幌麻生における定期借家契約の更新が不可能となった。三浦社長は、すでに片岡尚GENDA会長に対して事業譲渡を打診していた。この時点では片岡GENDA会長は三浦社長に対して「ゲームセンター事業だけなら譲受してもいい」と返答した。
三浦社長は須貝興行時代から続けているシネマ事業やボウリング事業への未練もあった事から、片岡GENDA会長の提案は一旦は断り、別のパートナーを探した上で個別のスポンサー付き民事再生を行う事を決断。スガイディノスは2022年5月30日に札幌地方裁判所へ民事再生法適用を申請。翌31日、映画配給会社や飲食関連業者への説明、今後の配給計画などを調整するため、運営する映画館4館のうちサツゲキを除いた3館を一時休館する措置を取った。
6月17日、休館していた映画館を再開。室蘭市在住の坪川拓史監督の『モルエラニの霧の中』、『美式天然』。北海道出身の安田顕、品川徹、長谷川初範も出演する『リング・ワンダリング』を上映。しかし、休館以前に予定していた多くの映画は上映中止、または保留となった。

### GENDA GiGO Entertainmentへ事業譲渡
スガイディノスの民事再生法申請を知った片岡GENDA会長は三浦社長に電話を入れ、三浦社長に対して「うちにもスガイディノスと一緒になる権利があるのでは」と伝えた。片岡GENDA会長は札幌地方裁判所にも働き掛けた結果、公募制の民事再生へ移行する事になった。民事再生スポンサーは競争入札により決定することになり、ゲームセンター事業、ボウリング事業、シネマ事業の3事業を一括で引き継ぐことを条件に、民事再生スポンサーの選定を進めることになった。
債権者集会が開催された2022年6月7日時点では、GENDAグループの企業であり、全国で「SEGA」「GiGO」「宝島」などのゲームセンターを運営しているGENDA GiGO Entertainmentなど北海道外の企業3社が民事再生スポンサーに名乗りを上げていた。その後北海道外の企業4社も民事再生スポンサーに名乗りを上げ、最終的に民事再生スポンサーは7社による競争入札によって決定する事になった。7社による競争入札の結果、最高額を付けたGENDA GiGO Entertainmentを民事再生スポンサーに選定した。スガイディノスは2022年7月25日にGENDA GiGO Entertainmentとの間で事業譲渡契約を締結した。
ゲームセンター事業、ボウリング事業に関しては、GENDA GiGO Entertainmentは受け皿会社を設立せずにGENDA GiGO Entertainment直轄による運営とする他、GENDA GiGO Entertainmentは同年8月22日、シネマ事業を譲受する新会社として、株式会社ディノスシネマを設立。スガイディノスが運営しているゲームセンター13店舗、ボウリング場6店舗、「THE GOLF BAR ナイスショット」1店舗、映画館4館の内、ディノスパーク旭川、ディノスシネマズ旭川、ディノスパーク札幌狸小路、ディノスボウル札幌白石の4施設はGENDA GiGO Entertainment並びにディノスシネマへの譲渡対象外となった。これに伴い、ディノスパーク旭川、ディノスシネマズ旭川、ディノスパーク札幌狸小路の3施設は同年9月19日に閉鎖された他、ディノスボウル札幌白石も同年10月2日に閉店する事になった。GENDA GiGO Entertainmentはゲームセンター11店舗、ボウリング場5店舗、「THE GOLF BAR ナイスショット」1店舗の計17店舗をスガイディノスから譲受する他、ディノスシネマもサツゲキ、ディノスシネマズ室蘭、ディノスシネマズ苫小牧の映画館3館をスガイディノスから譲受する事になった。スガイディノスは同年9月29日、ディノスボウル札幌白石を千葉県八千代市に本社を置き、ボウリング用品店である「プロショップVEGA」を運営している有限会社ベガへ譲渡した上で、同年10月上旬を目途にVEGA札幌白石ボウルとして再開業する事を発表した。ディノスパーク旭川、ディノスシネマズ旭川が入居していたビルの転貸をスガイディノスに対して行っていたSDエンターテイメントは、ディノスパーク旭川、ディノスシネマズ旭川の閉鎖に関連して、1億4300万円の特別損失を計上した。
スガイディノスが手掛けていた事業は、2022年10月1日付でゲームセンター事業とボウリング事業が1億8100万円でGENDA GiGO Entertainmentへ譲渡され、ゲームセンター11店舗、ボウリング場5店舗、「THE GOLF BAR ナイスショット」1店舗の計17店舗はGENDA GiGO Entertainment直轄による運営となった他、シネマ事業並びにサツゲキ、ディノスシネマズ室蘭、ディノスシネマズ苫小牧の映画館3館は同日付でディノスシネマへ譲渡した上で、シネマサンシャインを運営する佐々木興業の子会社である佐々木総合管理へディノスシネマの株式の85.1％が譲渡されたと同時に、3館はディノスシネマによる運営となった。スガイディノスに所属していたブロボウラーもGENDA GiGO Entertainmentへ移籍した。ポイントサービスである「SDバリューカード」の新規発行並びにポイント付与は同年9月30日で終了した他、GENDA GiGO Entertainmentとディノスシネマへ事業譲渡後も利用可能であった「SDバリューカード」のポイント利用並びに会員優待は2023年3月31日をもって終了した。GENDA GiGO Entertainmentへの譲渡対象外となったディノスボウル札幌白石も同年10月2日に閉店したと同時にベガへ譲渡され、同年10月16日にVEGA札幌白石ボウルとして再開業した。これにより、スガイディノスは、SDエンターテイメント創業から104年続けてきた映画館事業・ゲームセンター事業・ボウリング事業の歴史の幕を下ろす事になった。三浦社長は事業譲渡と同時に、GENDA GiGO Entertainment執行役員兼北海道東日本営業本部本部長に就任した。
GENDA GiGO Entertainmentは、宝島函館店の1店舗しかなかった北海道へ本格的に進出したと同時に、GENDAグループ内の商品調達力やGENDA GiGO Entertainmentのノウハウを取り入れた上でスガイディノスが運営していた店舗の黒字化を図る。スガイディノスが手掛けていた事業は、GENDA GiGO Entertainmentとディノスシネマによって再建が図られることになる。GENDA GiGO Entertainmentへ譲渡された店舗は、事業譲渡後も「ディノスパーク」「でぃのぱ!」「ディノスボウル」の名称は残されていたが、GENDA GiGO Entertainmentは2023年9月11日、スガイディノスから譲受した全店舗を「GiGO」ブランドへ順次転換する事を発表。同年9月23日にディノスパーク苫小牧・ディノスボウル苫小牧がそれぞれGiGOイオンモール苫小牧・GiGOボウル苫小牧へ転換したのを皮切りに、同年12月までの間に16店舗を「ディノス」ブランドから「GiGO」ブランドへの転換を実施した。これにより、SDエンターテイメント時代から続いてきた「ディノスパーク」「でぃのぱ!」「ディノスボウル」のブランド名は消滅する事になった。
札幌地方裁判所は2022年12月19日、スガイディノスが提出していた再生計画案を認可した。債権者への弁済率は5%となる。スガイディノスは清算手続を進め、2024年2月28日に法人格が消滅した。
スガイディノスの親会社であったスガイディノスホールディングスも、スガイディノスの借入保証を行っていた事から資金繰りが悪化。スガイディノスホールディングスは2024年3月25日に札幌地方裁判所から破産手続開始決定を受けた。

## 沿革
- 2018年（平成30年）
  - 12月19日 - SDエンターテイメントの子会社として設立。同時にSDエンターテイメントから映画館事業・ボウリング場事業・ゲームセンター事業を新設分割で譲受。
  - 12月20日 - スガイディノス全株式をSDエンターテイメントからスガイディノスホールディングスへ譲渡。スガイディノスはスガイディノスホールディングスの完全子会社となる。
- 2019年（平成31年/令和元年）
  - 4月1日 - 本店所在地をディノス札幌中央ビルからノルベサへ移転。共和コーポレーションと業務提携[52]。
  - 6月2日 - ディノス札幌中央ビル内にあるスガイディノス札幌中央（ディノスパーク札幌中央・ディノスボウル札幌中央・ディノスシネマズ札幌劇場）が閉鎖[9][10][12][13]。
- 2020年（令和2年）
  - 3月7日 - 札幌プラザ2・5内にディノスパーク札幌狸小路が開業[15][16]。
  - 4月1日 - e-REVO内にDINOSREVOが開業[53]。
  - 7月22日 - 札幌プラザ2・5内に、4スクリーンの映画館となる「サツゲキ」が開業[15][16][17]。
  - 9月13日 - ディノス旭川2階にあったディノスボウル旭川の営業を終了[19][54]。
- 2022年（令和4年）
  - 5月30日 - 札幌地方裁判所へ民事再生法適用を申請[22][55]。
  - 5月31日 - サツゲキを除いた各映画館が休館[23]。
  - 6月13日 - 札幌地方裁判所から民事再生手続開始決定を受ける[56]。
  - 7月25日 - GENDA GiGO Entertainmentとの間で事業譲渡契約を締結。
  - 10月1日 - ゲームセンター事業とボウリング事業をGENDA GiGO Entertainmentへ、シネマ事業をディノスシネマへそれぞれ譲渡[40][41]。
  - 10月2日 - ディノスボウル札幌白石を閉店したと同時に事業停止。スガイディノスは民事再生手続継続。
  - 12月19日 - 札幌地方裁判所から再生計画案の認可を受ける[48]。
- 2024年（令和6年）
  - 2月28日 - スガイディノスの法人格消滅。
  - 3月25日 - 親会社であったスガイディノスホールディングスが札幌地方裁判所から破産手続開始決定を受ける[50][51]。

## ゲームセンター

### 営業していた店舗
全て北海道内に所在していた。GENDA GiGO Entertainmentへ譲渡された店舗に関しては、譲渡後も店舗名の名称は維持されていたが、前述の通り2023年9月から12月にかけて「GiGO」ブランドへ転換された。

#### GENDA GiGO Entertainmentへ譲渡された店舗
- ディノスパーク苫小牧 - 苫小牧市柳町3丁目8-182 イオンモール苫小牧2F - 2023年9月23日にGiGOイオンモール苫小牧へ転換[57]。
  - 前身は住吉町2丁目7-2（現在のツルハドラッグ苫小牧住吉店の位置[58]）にあった「苫小牧スガイボウル」[59]。イオンへの出店を機に移転・拡大し現在に至る。
- ディノスパーク上磯 - 北斗市七重浜7丁目14-1 スーパーセンタートライアル上磯店内 - 2023年10月14日にGiGOスーパーセンタートライアル上磯へ転換
- ディノスパーク函館昭和 - 函館市昭和町3丁目24-18 ゲオ函館昭和店 - 2023年10月21日にGiGO函館昭和へ転換
- ディノスパーク室蘭 - 室蘭市東町4丁目31-3 1F - 2023年10月26日にGiGO室蘭へ転換
  - カラオケまねきねこディノス室蘭店併設（2017年4月15日 - ）[60]。
- ディノスパーク帯広稲田　- 帯広市稲田町南8線西12－1 スズランボウル内 - 2023年11月1日にGiGO帯広稲田へ転換。
- ディノスパーク室蘭中央 - 室蘭市中央町3丁目1番8号 スーパーアークス室蘭中央店[注 1]3階 - 2023年11月1日にGiGOスーパーアークス室蘭中央へ転換。
- でぃのぱ!ちとせモール - 千歳市勇舞8丁目1-1 ちとせモール2階 - 2022年4月29日に「ディノスパークちとせモール」から店名を変更[61]。2023年11月1日にGiGOちとせモールへ転換。
- でぃのぱ!旭川 - 旭川市6条通14丁目64 メガセンタートライアル旭川店2階 - 2023年11月1日にGiGOメガセンタートライアル旭川へ転換。
- ディノスパーク北見 - 北見市西三輪5丁目1-16 - 2023年11月11日にGiGO北見へ転換。
- ディノスパーク帯広 - 帯広市白樺16条2丁目 ドリームタウン白樺1F  - 2023年11月12日にGiGOドリームタウン白樺へ転換。
- ディノスパーク札幌手稲 - 札幌市手稲区前田1条11丁目 西友手稲店（現・イオン札幌手稲駅前ショッピングセンター）3F - 2023年12月16日にGiGO西友手稲へ転換。2024年10月1日、店名をGiGOイオン札幌手稲駅前ショッピングセンターに変更[62][63][注 2]。
  - カラオケまねきねこ札幌手稲店（旧・スイーツカラオケまねきねこディノス札幌手稲店）併設。
- ディノスパーク音更 - 音更町木野大通15丁目2-12 ビッグマートB棟内 - GENDA GiGO Entertainmentへ譲渡後の2023年5月7日閉店[64]。

#### 閉店した店舗
- ディノスパークノルベサ - 札幌市中央区南3条西5丁目 ノルベサ5F - 2019年2月17日に閉店[8]。
- ディノスパーク札幌中央 - 札幌市中央区南3条西1丁目 ディノス札幌中央B1・1・2F - 2019年6月2日に閉店[9][10][12][13]。
  - セガ・インタラクティブの「アストロシティ」筐体を140台設置するなどレトロアーケードゲームに力を入れており、北海道はもとより全国から「レトロアーケードゲームの聖地」と呼ばれていた[11]。
- ディノスパーク伊達 - 伊達市末永町66-1 - 2021年8月31日に閉店[65]。
- ディノスパーク旭川 - 旭川市大雪通5丁目496-5 第8山本ビル 1F - 民事再生手続に伴うGENDA GiGO Entertainmentへの譲渡対象外となり、2022年9月19日に閉店[35]。
- ディノスパーク札幌狸小路 - 札幌市中央区南2条西5丁目18番地　狸小路商店街5丁目　札幌プラザ2・5ビル1F - ディノスパーク札幌中央の後継店舗であったが[15][16]、民事再生手続に伴うGENDA GiGO Entertainmentへの譲渡対象外となり、2022年9月19日に閉店[35]。
- DINOSREVO - 札幌市中央区南3西4-16JBOXビル 3F - ディノスパーク札幌中央のレトロゲームコーナーの後継業態で、株式会社e-REVOが運営するeスポーツバー e-REVO内にレトロアーケードゲーム筐体4台を設置し、定期的に基板の入れ替えを行っていた[53]。2022年10月3日に設置を終了[66]。

##### SDエンターテイメント時代に閉店した店舗

###### 北海道内
- ゲオパーク森 - 茅部郡森町森川町4-1 ゲオ森店内
- ディノスパーク札幌白石 - 白石区南郷通1丁目北(2017年5月31日閉店)
- ゲオパークじょいくるーず - 札幌市北区新川2条6丁目5-1（2011年4月29日 - 2012年11月30日）
- ゲオパーク釧路町 - 釧路郡釧路町木場1丁目3-1（2014年6月29日閉店）
- ディノスパーク旭川買物公園 - 旭川市4条通7丁目右10号　中川ビル1・2階（2014年11月16日閉店）

###### 北海道外
※ 北海道外では映画館併設の店舗が存在しなかった。
- ディノスパーク南福島 - 福島県福島市黒岩字中沖43-2（2018年10月18日閉店）
- ゲオパーク八街 - 千葉県八街市文違301-2654（2013年10月よりウェアハウスに業態転換されたが、2016年5月8日閉店）
- ディノスパーク守山 - 愛知県名古屋市守山区西島町110（2015年9月30日閉店）
- ディノスパーク丸亀VASALA - 香川県丸亀市山北町50-1（2016年7月10日閉店、2016年8月よりウェアハウスへ業態転換されたが、2017年7月10日閉店）
- ディノスパーク四万十 - 高知県四万十市右山五月町8-13 ゲオ四万十店内（2016年5月8日閉店、2016年5月10日よりウェアハウス四万十店へ転換）
- ディノスパークコザミュージックタウン - 沖縄県沖縄市上地1丁目1－1（2015年1月12日閉店）

## ボウリング

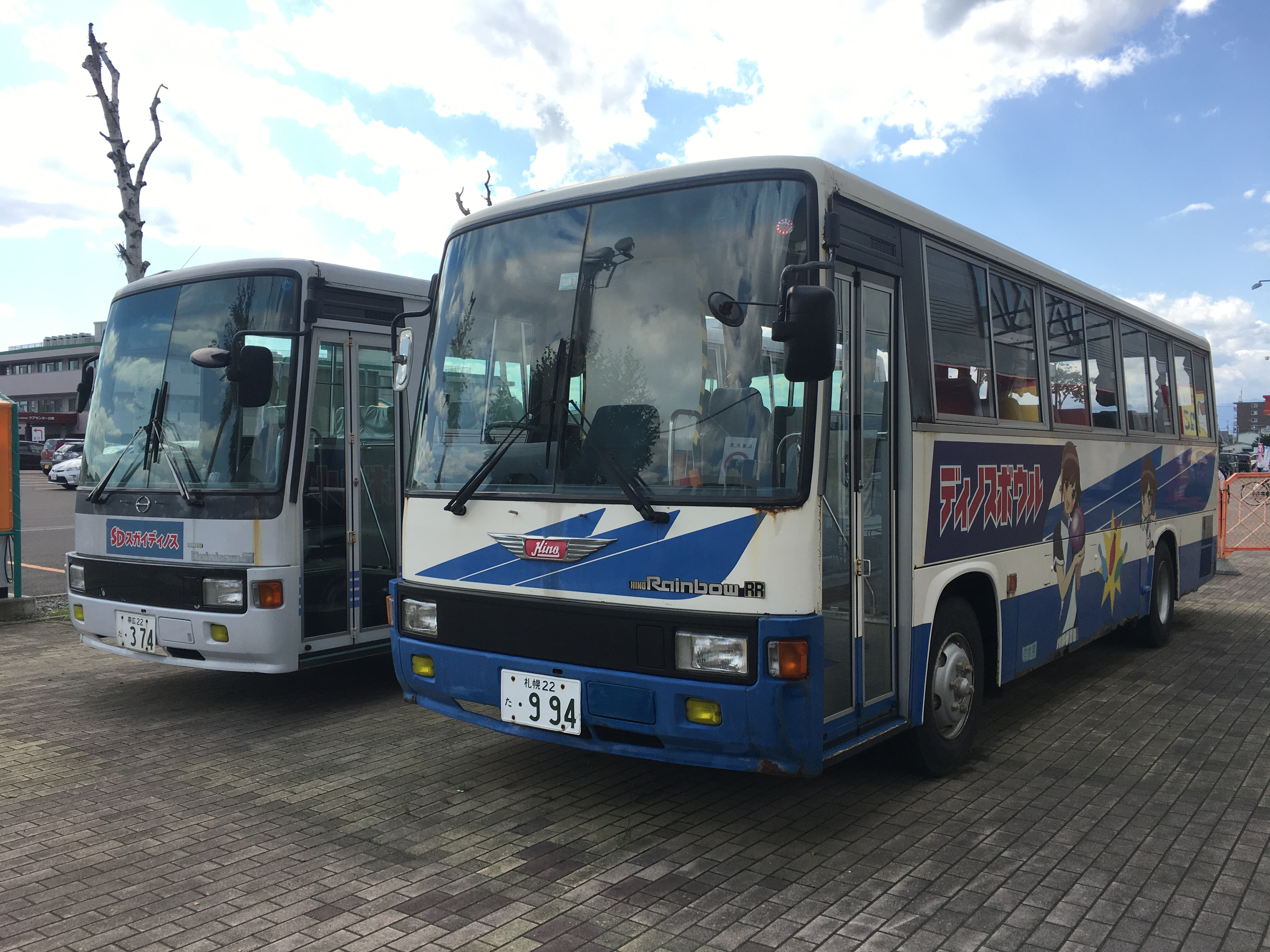
送迎バス（日野・レインボー）

全て北海道内に所在していた。GENDA GiGO Entertainmentへ譲渡された5店舗に関しては、譲渡後も店舗名の名称は維持されていたが、前述の通り2023年9月から12月にかけてGiGOボウルへ転換された。札幌・帯広エリアでは、団体向けに送迎バスを運行するサービスをGENDA GiGO Entertainmentへの譲渡後も継続して行う。

### 営業していた店舗

#### GENDA GiGO Entertainmentへ譲渡された店舗
- ディノスボウルノルベサ - 札幌市中央区南3条西5丁目 ノルベサ6F（本社と同居） - 2023年10月2日にGiGOボウルノルベサへ転換
  - 「THE GOLF BAR ナイスショット」を併設。
- ディノスボウル苫小牧 - 苫小牧市柳町3丁目8-182 イオンモール苫小牧2F - 2023年9月23日にGiGOボウル苫小牧へ転換[67]。
- ディノスボウル室蘭 - 室蘭市東町4丁目31-3 1F - 2023年10月26日にGiGOボウル室蘭へ転換。
- ディノスボウル帯広 - 帯広市白樺16条2丁目 ドリームタウン白樺3F - 2023年11月11日にGiGOボウルドリームタウン白樺へ転換。
- ディノスボウル札幌手稲 - 札幌市手稲区前田1条11丁目 西友手稲店（現・イオン札幌手稲駅前ショッピングセンター）3F - 2023年12月16日にGiGOボウル西友手稲へ転換。2024年10月1日、店名をGiGOボウルイオン札幌手稲駅前ショッピングセンターに変更。

#### ベガへ譲渡された店舗
- ディノスボウル札幌白石 - 札幌市白石区南郷通1丁目北8-1
  - 1981年10月に白石スガイボウルとして開業。1993年7月にディノス札幌白石が開業したと同時に移転。民事再生手続に伴うGENDA GiGO Entertainmentへの譲渡対象外となり、2022年10月2日にスガイディノスによる営業は終了。同年10月16日にVEGA札幌白石ボウルとして再開業[38]。しかしこれも2024年2月8日をもって閉店した[68]。

#### 閉店した店舗
- ディノスボウル札幌中央 - 札幌市中央区南3条西1丁目 ディノス札幌中央3・4F - 2019年6月2日に閉店[9][10][12][13]。
- ディノスボウル旭川 - 旭川市大雪通5丁目496-5 第8山本ビル2F - 2020年9月13日に閉店[19][54]。
- ディノスボウル札幌麻生 - 札幌市北区北40条西4丁目1-1 ASABU LAND2F - 2022年7月2日に閉店[20]。

## 映画館

### ディノスシネマへ譲渡された映画館
- サツゲキ（札幌市中央区、札幌プラザ2・5地下1階、2、3階） <4スクリーン、346席、2020年（令和2年）7月22日開館>
ディノスシネマズ札幌劇場の後継映画館[15][16][17]。ディノスシネマズ札幌劇場よりもスクリーン数が6から4に減少する他、座席数も約220席減少する。スクリーン1（200席）とスクリーン4（170席）は道内の通常スクリーンでは初となるBARCO製4Kレーザープロジェクターを採用する。スクリーン2（28席）とスクリーン3（48席）はBARCO製2Kレーザープロジェクターを採用する[69]。

| スクリーン | 座席数（車椅子席） | 音響設備 | 備考       |
| ---------- | ------------------ | -------- | ---------- |
| 1          | 200(1)             | 7.1ch    | 4K上映対応 |
| 2          | 28                 | 7.1ch    |            |
| 3          | 48                 | 7.1ch    |            |
| 4          | 170(1)             | 7.1ch    | 4K上映対応 |

- ディノスシネマズ室蘭（室蘭市、ディノス室蘭とは別館）<4スクリーン、480席、1999年（平成11年）11月20日開館>
旧室蘭劇場[注 3]。2010年（平成22年）4月1日に現名称に変更された。スクリーン1はXpanD方式を採用[70]していたが、現在は廃止されている。
かつては劇場の正面入口付近に手描きの映画看板が飾られていたが、看板絵師が高齢になったことに伴い撤廃されている。

| スクリーン | 座席数 | 音響設備  | 備考 |
| ---------- | ------ | --------- | ---- |
| 1          | 154    | SRD 5.1ch |      |
| 2          | 126    | SRD 5.1ch |      |
| 3          | 100    | SRD 5.1ch |      |
| 4          | 100    | SRD 5.1ch |      |

- ディノスシネマズ苫小牧（苫小牧市柳町、イオンモール苫小牧2階・ディノス苫小牧内） <7スクリーン、1,049席、2005年（平成17年）4月23日開館>
2023年現在、3Dシステムはスクリーン1にXpanD方式を採用している。かつてはスクリーン1にNESTRI 3D CINEMA SYSTEMを、スクリーン7にXpanD方式を採用しており、2016年頃にはスクリーン1と7共にNESTRIを採用していた。
また、スクリーン7はスガイディノス系列の全スクリーンで最大規模。

| スクリーン | 座席数（車椅子席） | 音響設備         | 備考       |
| ---------- | ------------------ | ---------------- | ---------- |
| 1          | 144(2)             | SRD-EX,DTS 7.1ch | 3D上映対応 |
| 2          | 144(2)             | SRD-EX,DTS 5.1ch |            |
| 3          | 101(2)             | SRD-EX,DTS 5.1ch |            |
| 4          | 102(2)             | SRD-EX,DTS 5.1ch |            |
| 5          | 95(1)              | SRD-EX,DTS 5.1ch |            |
| 6          | 161(2)             | SRD-EX,DTS 7.1ch |            |
| 7          | 302(2)             | SRD-EX,DTS 7.1ch |            |

### 閉館した映画館
- ディノスシネマズ札幌劇場（札幌市中央区、ディノス札幌中央7、8階） <6スクリーン、565席、1995年（平成7年）8月5日改装>
1968年よりスガイビルにて映画館を開業し以後空きテナントを改装し最大で11スクリーンを展開[71]、1995年（平成7年）にスガイシネプレックス札幌劇場としてリニューアルオープン。当初は札幌劇場、シネマグランド、シネマアポロン、シネマピッコロ、シネマポニー、シネマミレ、シネマリドと館名が異なっていたが、1997年（平成9年）8月1日に全スクリーン名が「札幌劇場」に統一された。その後ゲオディノスへの社名変更に伴い2010年（平成22年）4月1日より現名称となる。
改装時は道内の映画館としては初めてデジタル音響を導入し話題となった。全スクリーンにJBLのスピーカーを使用していた。
旧札幌劇場時代[注 4]は松竹・東急系の洋画の大作・話題作を数多く上映し「燃えよドラゴン」「エクソシスト」「ジョーズ」「E.T.」などのヒット作を輩出したが、リニューアル以降は松竹系の洋画のみならず、ミニシアター向きの作品も上映するようになり、2003年（平成15年）の東宝日劇閉館以降は東宝洋画系作品も一部上映するようになった。
スガイディノス運営の映画館の中で唯一、3D対応のスクリーンが存在していなかった。
2019年6月2日に閉館[9][10][12][13][13]。

| スクリーン | 座席数              | 音響設備 | 備考               |
| ---------- | ------------------- | -------- | ------------------ |
| 1          | 223 （以前は250席） | SRD,DTS  | ブルーレイ上映対応 |
| 2          | 108 （以前は120席） | SRD,DTS  |                    |
| 3          | 95 （以前は119席）  | SRD,DTS  |                    |
| 4          | 39 （以前は45席）   | SRD      | 旧スクリーン6      |
| 5          | 59 （以前は82席）   | SR       | ブルーレイ上映対応 |
| 6          | 41 （以前は60席）   | SRD      | 旧スクリーン4      |

- ディノスシネマズ旭川（旭川市大雪、ディノス旭川3階） <7スクリーン、1,089席、2003年（平成15年）5月31日開館>
JR新旭川駅下車。スクリーン1と2はMasterImage 3Dを採用していた。
民事再生手続に伴うディノスシネマへの譲渡対象外となり、2022年9月19日に閉館[35]。

| スクリーン | 座席数 | 音響設備   | 備考       |
| ---------- | ------ | ---------- | ---------- |
| 1          | 247    | SRD-EX,DTS | 3D上映対応 |
| 2          | 188    | SRD-EX,DTS | 3D上映対応 |
| 3          | 141    | SRD-EX,DTS |            |
| 4          | 139    | SRD-EX,DTS |            |
| 5          | 129    | SRD-EX,DTS |            |
| 6          | 139    | SRD-EX,DTS |            |
| 7          | 106    | SRD-EX,DTS |            |

#### SDエンターテイメント時代に閉館した映画館

##### 札幌市内
札幌スガイビル（現：ディノス札幌中央）内
- グランドシネマ（4階・1975年～1991年8月22日）[72]
定員501席。主に松竹・東急系の洋画をメインに上映していた。
- シネマロキシ・シネマ5（5階・1974年～1991年8月22日）[72]
ロキシ：185席、シネマ5：172席。ミニシアター向きの作品を頻繁に上映していたが、カラオケボックスへの改修により撤退。
- シネマアポロン、テアトロポニー、シネマミレ、テアトロピッコロ、シネマイレブン（地下1階・1976年～1995年5月14日。500円～700円の名画座として親しまれた）
- シネマリド（6階・定員63席）
当初は成人向け映画上映館だったが、その後名画座に転換。1997年にスクリーン名を「札幌劇場7」に改称し、B級ものの作品を上映していたが、2003年12月にダーツバーへ改修された。
- シネマエイト（8階・1980年～1995年4月。主に成人向け映画を上映していた）

ディノス札幌白石内
- ディノスシネマズ札幌白石 <3スクリーン・198席。1997年（平成9年）3月25日～2011年（平成23年）5月8日>
ディノス白石開業から4年後の1997年に「ディノスシネマ1・2・3」の名称でオープン。『ドラえもん のび太のねじ巻き都市冒険記』を皮切りに『もののけ姫』『千と千尋の神隠し』などの大ヒット作をロングラン上映した一方、ムーブオーバー作品やB級ものの作品（例：『ハイキック・ガール!』『ロボゲイシャ』など）を頻繁に上映していたが、開業以来赤字続きだったことなどの事情もありわずか14年で閉館。これにより白石区内から映画館がすべて姿を消した[注 5]。なお、ドルビーデジタル音響は閉館まで非対応だった。
閉館後の2012年11月29日、同館のあった2階部分にモンテローザ経営の居酒屋「のみくい処 魚民」がオープンしている。

| スクリーン | 座席数 | 音響設備 | 椅子の色／カーテンの色 |
| ---------- | ------ | -------- | ---------------------- |
| 1          | 100    | DOLBY SR | 紫／薄紫               |
| 2          | 48     | DOLBY SR | 赤／赤                 |
| 3          | 48     | DOLBY SR | 緑／ピンク             |

##### 札幌市外
旭川市
- 旭川劇場（5条通6丁目・1955年～2003年2月2日閉館）
- グランドシネマ・シネマアポロン（旭川スガイ地下1階・2004年（平成16年）3月閉鎖）
  - 2004年（平成16年）5月31日にシネマコンプレックスを含む「スガイディノス旭川」を開業[73]。

| 館名           | 座席数 | 音響設備     |
| -------------- | ------ | ------------ |
| グランドシネマ | 230    | DOLBY STEREO |
| シネマアポロン | 88     | DOLBY STEREO |

函館市
- 函館映劇（松風町17・1957年（昭和32年）～2004年（平成16年））
前身：函館日活劇場（1955年）→函館映画劇場（1957年（昭和32年）3月19日～1984年（昭和59年）8月）→改装休館（1984年（昭和59年）8月～12月7日）→函館映劇・グランドシネマ（1984年（昭和59年）12月8日～2001年（平成13年）11月30日）→函館映劇1・2（2001年（平成13年）12月1日～2004年（平成16年）3月21日閉館）

釧路市
- テアトルスガイ、シネマアポロン、テアトロポニー（北大通6丁目・2001年（平成13年）4月8日閉鎖[74]）
  - 建物は2015年に解体され[75]、現在はセブン-イレブン釧路北大通店が立地[76]。

帯広市
- グランドシネマ、シネマアポロン、テアトロポニー（西4南9・1975年（昭和50年）～2000年（平成12年）4月9日[77][78]）

室蘭市
- 中島映画劇場、シネマロキシ（中島町1丁目・2000年（平成12年）2月閉鎖）